# Heteropogon martini
Heteropogon martini är en tvåvingeart som beskrevs av Wilcox 1965. Heteropogon martini ingår i släktet Heteropogon och familjen rovflugor. Inga underarter finns listade i Catalogue of Life.